# Cine NIC

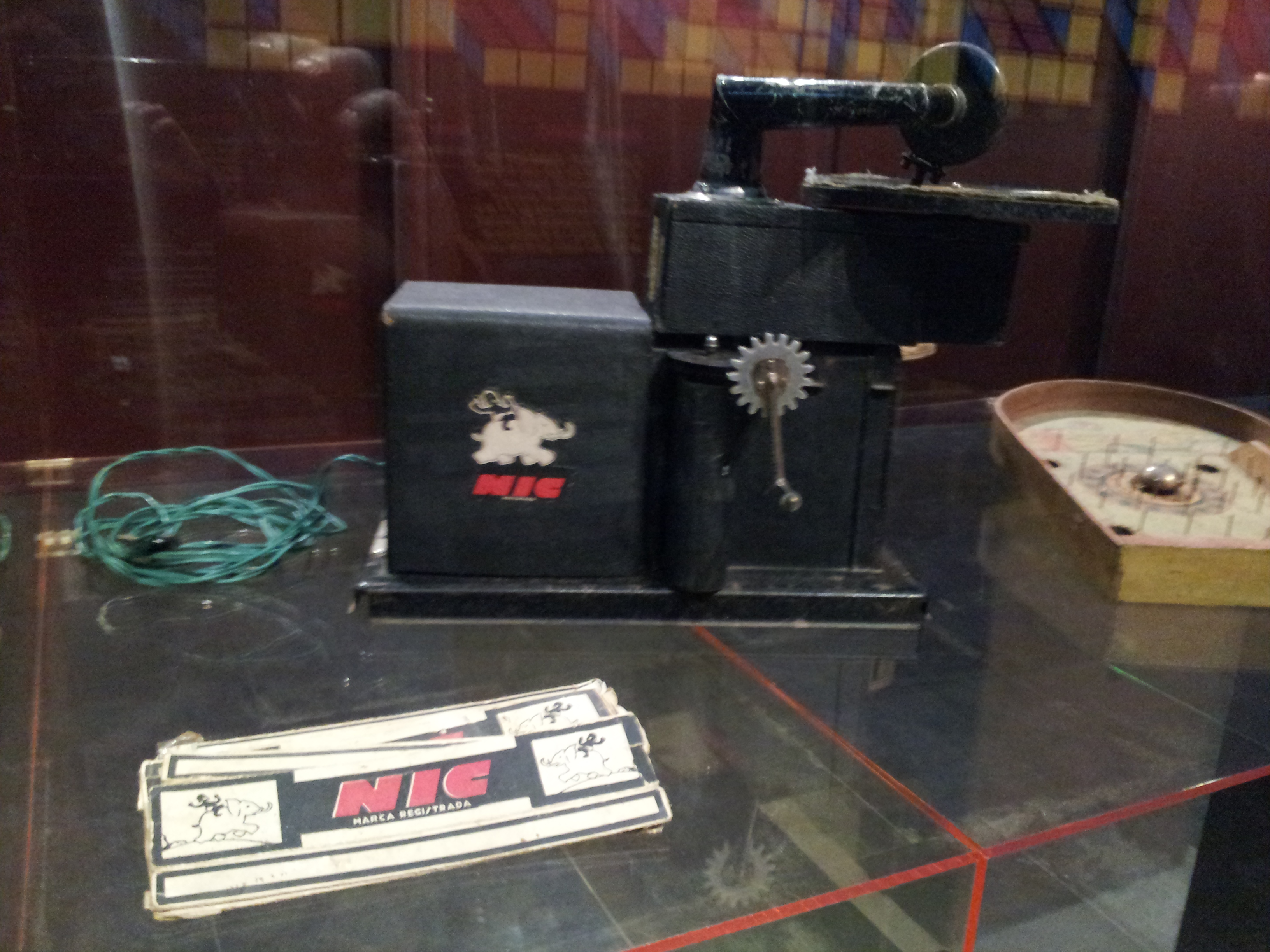
Cine NIC.

El Cine NIC es  un juguete español, en el que se veían imágenes que parecían estar en movimiento.

## Historia
Fue creado en 1931 en España, basado en los principios de la linterna mágica, pero que por su originalidad y especiales características alcanzó una difusión sin precedentes entre los niños de varias generaciones. Este pequeño "cine" fue patentado por los hermanos Nicolau Griñó en Barcelona, el 25 de abril de 1931, y de su fabricación se encargó la empresa catalana Proyector NIC S.A. El funcionamiento era muy simple y a la vez ingenioso: una cinta de papel que tenía dos imágenes ligeramente distintas, arriba y abajo de la misma, era proyectada de modo que un obturador alternaba la visión de una y otra imagen (consiguiendo así una precaria ilusión de movimiento basado solo en dos imágenes que se veían alternativamente), y al mismo tiempo la película pasaba lentamente frente al objetivo, enrollándose a un lado y desenrollándose del otro. La óptica eran dos simples lentes que mostraban la parte inferior y superior de la película, debiendo buscarse el punto de enfoque mediante alejando o acercando el proyector de la pared o pantalla donde se veían las imágenes. La iluminación provenía de una bombilla doméstica.
Aunque pronto se incorporaron innovaciones técnicas, adaptando un gramófono para tener sonido, e incluso los modelos finales tuvieron un motor eléctrico que sustituía la manivela, el modelo básico no varió a lo largo de los años, y fue el más popular. La fabricación del Cine NIC no se interrumpió hasta 1974. Hay que señalar que uno de los atractivos de este juguete estaba en que cualquiera podía crear nuevas películas dibujándolas con cuidado sobre papel vegetal.
El sistema de proyección de imágenes alternas ideado por Tomás y Josep Nicolau Griñó en el cine NIC fue adaptado en diversas partes del mundo por otros fabricantes. En algunos casos, como Francia, EEUU e Italia, a través de las patentes pertinentes. En otros, mediante rediseños del proyector, y por último, mediante copias más o menos sofisticadas del mismo. 
Las películas, por otra parte, eran pequeñas obras de arte de la síntesis y el ingenio; su temática era variada, pero sorprende encontrar personajes como Popeye, el gato Félix o incluso adaptaciones de las primeras películas de Disney, como Pinocho o Los tres cerditos.
Modernamente se ha fabricado y puesto a la venta un proyector similar en el diseño, pero con tecnología actual: metal, lámparas halógenas, etc., a modo de conmemoración, homenaje, o simplemente para nostálgicos.
- Datos: Q5769507